# Jean-Jacques Robson
Jean-Jacques Robson (Termonde, 1723 - Tirlemont, 1785) est un compositeur flamand.
Il était le fils d'un facteur d'orgues anglais et fut maître de chant et maître de chapelle de la collégiale Saint Germain de Tirlemont jusqu'à la fin de sa vie.

## Œuvres
Il a composé de la musique pour le clavecin, des sonates à l'italienne et des préludes pour orgue. 
- Op. 1. Pièces de Clavecin (6 suites), Liège, Benoît Andrez,  1749.
- Op. 2. Le Divertissement du Clavecin avec l'Accompagnement du Violon, Paris, s.d. (vers 1755)
- Op. 4  Sonates et concerts, avec acc. de 2 violons, alto, basse, Paris v. 1760.
- Op. 5 Préludes et Versets dans les 8 différents tons, pour orgue, vers 1765.

Il a aussi publié à compte d'auteur un Recueil de Concert(s) pour ensemble instrumental et alto (cantate), vers 1760.
Deux séries de pièces (Suite Op. 1 no. 2 et Sonate Op. 4 no. 11) furent publiées (Urtext) par Xavier Van Elewijck dans son recueil Anciens clavecinistes flamands, Bruxelles (1877).